# Красные казармы (Москва)
Красные казармы в Москве — служебные корпуса Екатерининского дворца, расположенные в парковом комплексе Лефортово (Красноказарменная улица, дома 2, 3, 4/1), построенные в конце XVIII века и достроенные в XIX веке.
В настоящее время здания принадлежат Министерству обороны Российской Федерации (Минобороны России), в них размещается 154-й отдельный комендантский полк.

## История

3-й Московский кадетский корпус имени императора Александра II.

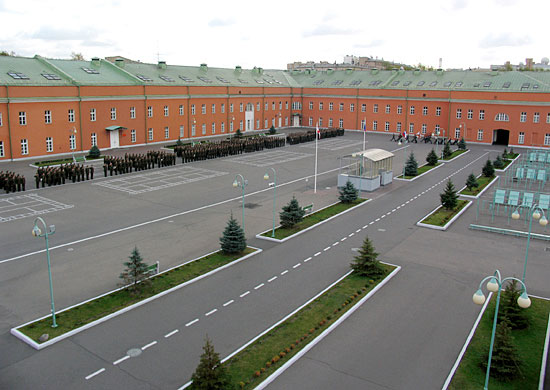
Лефортовские казармы. Плац на территории отдельного комендантского полка, 2011 год.

### XVIII — первая половина XIX века
Первые два корпуса Красных казарм, ныне имеющих почтовые адреса Красноказарменная улица дом № 2 и дом № 3, были построены в 1780-х годах как служебные флигеля Екатерининского дворца. Как и сам дворец, корпуса были выполнены в стиле классицизма. Достоверно неизвестно, кто именно был архитектором казарм, поскольку над дворцом в то время работали Карл Бланк, Джакомо Кваренги и Франческо Кампорези. После смерти Екатерины II, в 1796 году Павел I отдал дворец и его пристройки в ведомство военных. Там разместился Учебный Стрелковый (Карабинерский) полк.
Корпуса были сильно повреждены пожаром 1812 года. Организатором восстановления корпусов, а также многих других зданий на территории Лефортово, стал Осип Бове. Во время перестройки под его руководством корпуса были окрашены в красный цвет, из-за чего стали вскоре называться «красными».
В 1820-х годах казармы по южной стороне были расширены таким образом, что образовался замкнутый с трёх сторон комплекс. Внутренний служебный проезд между ними к Лефортовскому мосту, который тогда назывался Дворцовым, превратился в городскую улицу. Фасады обновили в ампирной обработке с горизонтальной рустовкой и веерными замками окон нижнего этажа. С внутренней стороны были помещены цилиндрические ретирады. В XX веке передний корпус был дополнительно надстроен двумя этажами, а проездные арки заложены кирпичом.
В 1830-х годах рядом с проездом к Дворцовому мосту был построен новый двухэтажный корпус в стиле позднего ампира, сейчас это дом 4/1 по Красноказарменной улице. Новый корпус, в отличие от предыдущих, сразу строился для военных нужд. После его постройки двор замкнулся в форме замкнутого двухэтажного каре (план здания в виде замкнутого четырёхугольника) с большим внутренним двором, используемым в качестве плаца. К Лефортовскому корпусу в советское время надстроили третий этаж. Известно, что изначально над зданием работали архитекторы Константин Тон и Евграф Тюрин. Этот корпус имеет название «Лефортовские казармы», которое также появилось в советский период — именно так он был назван в документах Московского военного округа.
Фасад, выходящий на Красноказарменную улицу, был украшен тремя тосканскими пилястровыми портиками. Такой же портик был размещён на углу восточного фасада, а сам фасад украсили фризом. Орнаментные полосы на фризе были выполнены из белых плит двух типов: метопы с рельефными эмблемами и триглифы.
Главный вход с 1-го Краснокурсантского проезда был украшен барельефами с воинской символикой — образцами римского вооружения, как латы, шлемы, мечи, щиты, копья, секиры, а кроме того, знаменами, военными значками и музыкальными инструментами. В 1908 году над парадным входом был установлен геральдический вензель императора Александра II, имя которого было присвоено 3-му Московскому кадетскому корпусу.

### Вторая половина XIX века

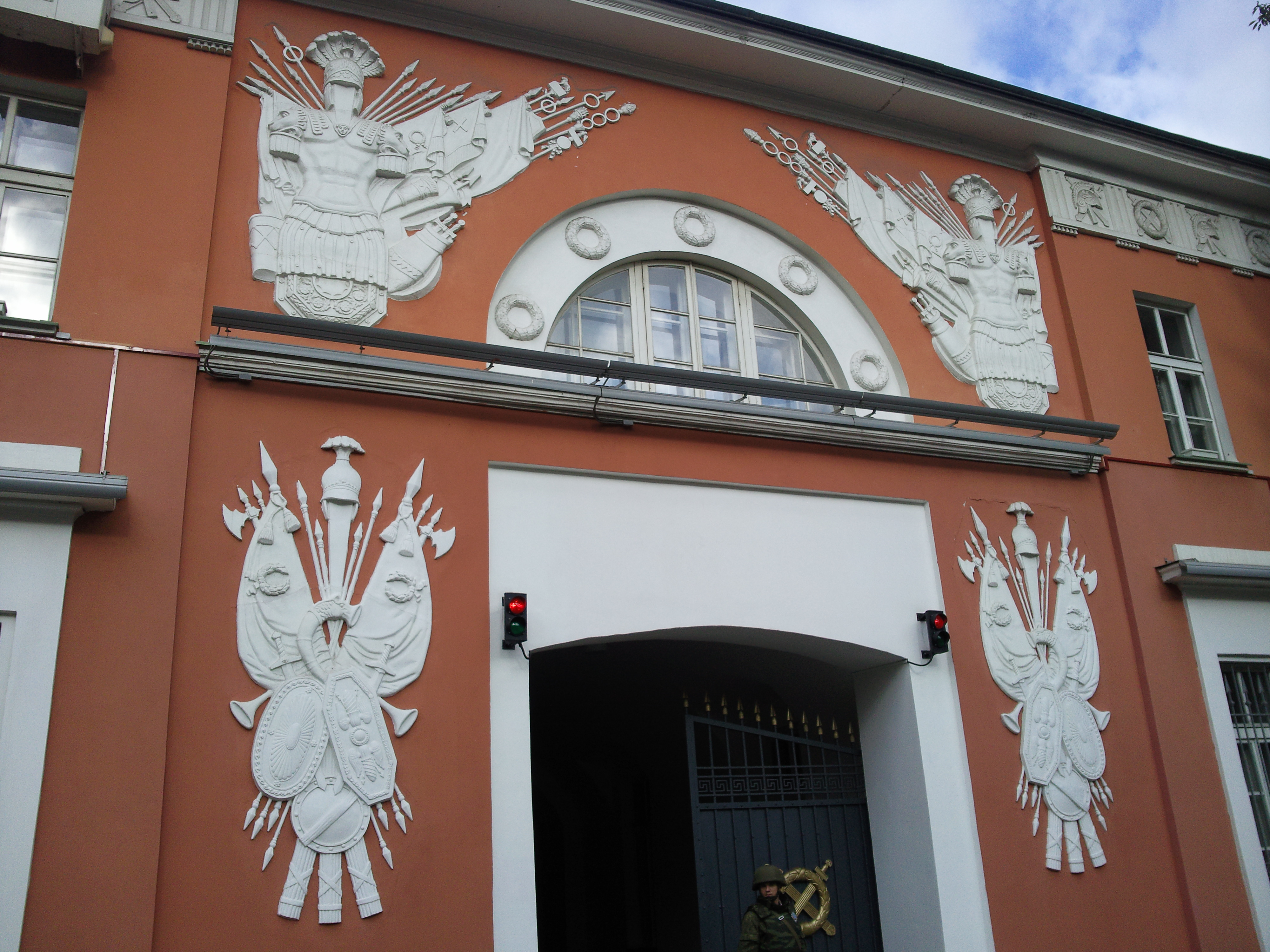
Контрольно-пропускной пункт, 2012 год.

В 1859 году Лефортовский корпус был отдан Московскому училищу военного ведомства, которое позднее было переименовано в Московскую военную прогимназию, а в 1876 году — в 4-ю Московскую военную гимназию. В 1882 году она была переименована в 4-й Московский кадетский корпус, который в 1892 году был переименован в 3-й Московский кадетский корпус.
C 1866 года в Красные казармы переехало и Московское пехотное юнкерское училище, более известное как Алексеевское военное училище. Таким образом Алексеевское училище и Московский 3-й кадетский корпус заняли почти всю территорию Красных казарм. Тем не менее, до 1891 года несколько помещений принадлежали Самогитскому 7-му гренадерскому полку.
В 1891 году один из бывших флигелей 7-го гренадерского Самогитского полка был соединён с главным зданием Красных казарм, а на последнем этаже появились столовая с буфетом и соборный зал. Тогда же было установлено паровое отопление для зала, столовой и манежа, а между столовой и залом были возведены хоры. Позднее в зале были размещены мраморные доски в честь бывших воспитанников Алексеевского военного училища, награжденных орденом Святого Георгия.
В 1902 году над фасадом корпуса, обращённого в сторону Андроникова монастыря, был возведён 3-й этаж, в котором расположился лазарет и квартира главного врача. Тогда же во всех зданиях Красных казарм был проведён городской водопровод.

### Советское время
Во время октябрьских вооружённых столкновений 1917 года преподавательский и ученический состав Алексеевского училища и 3-го кадетского корпуса выступили против новой власти. После поражения эти два училища, как и многие другие царские военные заведения, были расформированы, а их здания переданы Красной армии.
В советское время в Красных казармах в разное время размещались: Московская Пролетарская стрелковая дивизия, Московская пулемётная школа, Сводный парадный полк 1-го Украинского фронта, части 2-й гвардейской Таманской мотострелковой дивизии.

### Современность

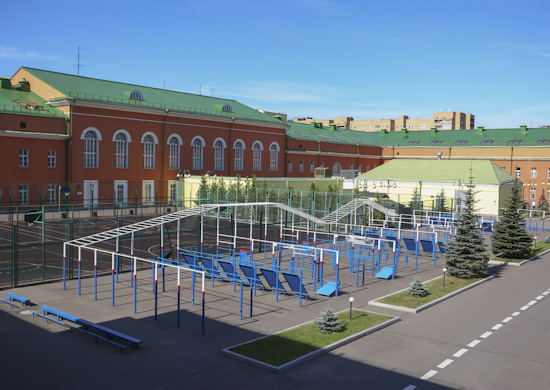
Спортивная площадка на территории казармы

В настоящее время казармы по-прежнему принадлежат военным. Сейчас в них располагается 154-й отдельный комендантский полк. Во время реставрации в 2001 году казармам вернули их первоначальный цвет, который обнаружили исследователи на самом первом слое штукатурки.